# Fufius ecuadorensis
Espèce
Synonymes
- Phrissaecia ecuadorensis Simon, 1892

Fufius ecuadorensis est une espèce d'araignées mygalomorphes de la famille des Rhytidicolidae.

## Distribution
Cette espèce est endémique de la province de Loja en Équateur,. Elle se rencontre vers Loja.

## Description
La femelle holotype mesure 19,5 mm.

## Systématique et taxinomie
Cette espèce a été décrite sous le protonyme Phrissaecia ecuadorensis par Simon en 1892. Elle est placée dans le genre Fufius par Simon en 1903.

## Étymologie
Son nom d'espèce, composé de ecuador et du suffixe latin -ensis, « qui vit dans, qui habite », lui a été donné en référence au lieu de sa découverte, l'Équateur.

## Publication originale
- Simon, 1892 : « Études arachnologiques. 24e Mémoire. XXXIX. Descriptions d'espèces et de genres nouveaux de la famille des Aviculariidae (suite). » Annales de la Société Entomologique de France, vol. 61, p. 271-284 (texte intégral).